# Notrim
I Notrim (in ebraico נוטרים‎?, letteralmente "guardie"; singolare, Noter) furono un corpo paramilitare di polizia ebraica creato con il consenso delle autorità britanniche durante il mandato britannico in Palestina.
Istituito nel 1936, il corpo fu diviso in due sezioni, una delle quali addetta alla sorveglianza negli insediamenti ebraici, e l'altra come unità d'intervento mobile. Nel complesso, negli anni seguenti alla sua costituzione arrivò a contare circa 22.000 membri. Molti notrim provenivano dall'Haganah.
Al termine della seconda guerra mondiale, il Notrim fece da base per la fondazione del Corpo di polizia militare israeliano.